# 재밌는 영화
"재밌는 영화"는 2002년에 개봉한 대한민국의 영화로, 대한민국 최초의 패러디 영화이다.

## 캐스팅
- 김수로 : 무라카미/철가방 역
- 임원희 : 황보 역
- 김정은 : 상미 역
- 서태화 : 갑두 역
- 김인문 : 김 대통령 역
- 정진각 : 김 위원장 역

## 설정
- KP요원(Korea Police): 한국경찰 요원이다.
- 천군파: 일본의 극우세력이다.